# Abdyl Frashëri
Abdyl Dume bey Frashëri (en turco: Fraşerli Abdül Bey; 1 de junio de 1839 - 23 de octubre de 1892) fue un funcionario otomano albanés, político durante la Primera Era Constitucional del Imperio Otomano, y uno de los primeros ideólogos políticos albaneses del Despertar Nacional Albanés. Durante su vida, Frashëri se esforzó por inculcar entre los albaneses el patriotismo y una fuerte identidad, mientras promovió un programa de reformas basado en la educación y la literatura en idioma albanés.
Fue uno de los iniciadores y líder destacado de la Liga de Prizren. Se distinguió como personalidad política desde la década de 1860 a través de asignaciones políticas tempranas. Fundó el Comité Central para la Defensa de los Derechos de los Albanos en Estambul. Además, sirvió como representante elegido por el Valiato de Ioánina en el Parlamento Otomano durante la Primera Era Constitucional, 1876–1877. Durante el régimen comunista fue proclamado con el honor de Héroe de Albania.